# Iona (Idaho)
Iona és una població dels Estats Units a l'estat d'Idaho. Segons el cens del 2000 tenia 1.201 habitants.

## Demografia
Segons el cens del 2000, Iona tenia 1.201 habitants, 372 habitatges, i 318 famílies. La densitat de població era de 587 habitants/km².
Dels 372 habitatges en un 44,6% hi vivien nens de menys de 18 anys, en un 76,3% hi vivien parelles casades, en un 5,9% dones solteres, i en un 14,5% no eren unitats familiars. En el 12,4% dels habitatges hi vivien persones soles el 5,4% de les quals corresponia a persones de 65 anys o més que vivien soles. El nombre mitjà de persones vivint en cada habitatge era de 3,23 i el nombre mitjà de persones que vivien en cada família era de 3,55.
Per edats la població es repartia de la següent manera: un 35,6% tenia menys de 18 anys, un 7,2% entre 18 i 24, un 24,5% entre 25 i 44, un 21,2% de 45 a 60 i un 11,6% 65 anys o més.
L'edat mediana era de 33 anys. Per cada 100 dones de 18 o més anys hi havia 98,5 homes.
La renda mediana per habitatge era de 39.904 $ i la renda mediana per família de 42.692 $. Els homes tenien una renda mediana de 32.105 $ mentre que les dones 21.818 $. La renda per capita de la població era de 14.334 $. Aproximadament el 14% de les famílies i el 17,6% de la població estaven per davall del llindar de pobresa.

## Poblacions més properes
El següent diagrama mostra les poblacions més properes.